# Sisse Reingaard
Anne-Marie „Sisse“ Reingaard (* 23. September 1946 in Kopenhagen; † 2. Oktober 2024) war eine dänische Schauspielerin.

## Leben
Sisse Reingaard wuchs in Kopenhagen als Tochter von Jørgen Reingaard und Karen Margrethe Silcowitz (1923–2020) auf. Sie machte zunächst eine Ausbildung zur Keramikerin. Von 1965 bis 1988 wirkte Reingaard als Schauspielerin vor der Kamera in mehr als 30 Film- und-Fernsehproduktionen mit, so auch in der Serie Die Leute von Korsbaek. Zudem spielte sie auch viele Jahre an verschiedenen Theatern in Dänemark.
Reingaard war einige Jahre lang mit dem Kameramann Claus Loof verheiratet. Ihre beiden Schwestern Gitte Reingaard und Elsebeth Reingaard waren ebenfalls im Schauspielberuf tätig.
Ende der 1980er-Jahre zog sich Reingaard komplett aus der Filmbranche zurück. Es gibt keine Informationen über ihren weiteren Lebensweg. 

## Filmografie (Auswahl)
- 1967: Hagbard und Signe (Den røde kappe)
- 1970: Vier tolle Jungs der Prärie (Præriens skrappe drenge)
- 1977: Die Olsenbande schlägt wieder zu (Olsen-banden deruda')
- 1978: Olsenbanden og Data-Harry sprenger verdensbanken
- 1980: Die Leute von Korsbaek (Matador, Fernsehserie, 1 Folge)